# ريبين رايدرز سنوبوردينغ
ريبين رايدرز سنوبوردينغ (بالإنجليزية: Rippin' Riders Snowboarding)‏، هي لعبة فيديو يابانية، وهي من تطوير ونشر يو إي بي سيستيمز، صدرت اللعبة في الأسواق سنة 1999، حيث تعمل حصرياً لمنصة دريم كاست، وهي أحد الأجزاء الفرعية لسلسلة كول بوردرز.